# Matthew Barney
Matthew Barney, född 25 mars 1967 i San Francisco, är en amerikansk konstnär.
Barney studerade vid Yale University där han tog examen 1991. Han arbetar med media som film, videoinstallationer, skulptur, fotografi och teckning. Han är bland annat känd för The Cremaster Cycle. Han har regisserat en film, Drawing Restraint 9, i vilken hans dåvarande flickvän Björk medverkar. Paret har en dotter tillsammans och separerade 2013.